# Festival international du film fantastique d'Avoriaz
Le Festival international du film fantastique d’Avoriaz est un ancien festival consacré au cinéma fantastique créé en 1973. Le festival se tenait chaque année en janvier dans la station d’Avoriaz. Après sa dernière édition en 1993, il est remplacé par le festival international du film fantastique de Gérardmer.

## Palmarès

### Grand Prix
- 1973 : Duel de Steven Spielberg
- 1974 : Soleil vert (Soylent Green) de Richard Fleischer
- 1975 : Phantom of the Paradise de Brian De Palma
- 1976 : Non décerné
- 1977 : Carrie au bal du diable (Carrie) de Brian De Palma
- 1978 : Le Cercle infernal (Full Circle) de Richard Loncraine
- 1979 : Patrick de Richard Franklin
- 1980 : C'était demain (Time After Time) de Nicholas Meyer
- 1981 : Elephant Man (The Elephant Man) de David Lynch
- 1982 : Mad Max 2 : Le Défi de George Miller
- 1983 : Dark Crystal de Jim Henson et Frank Oz
- 1984 : L'Ascenseur (De Lift) de Dick Maas
- 1985 : Terminator (The Terminator) de James Cameron
- 1986 : Dream Lover d'Alan J. Pakula
- 1987 : Blue Velvet de David Lynch
- 1988 : Hidden de Jack Sholder
- 1989 : Faux-semblants (Dead Ringers) de David Cronenberg
- 1990 : Lectures diaboliques (I, Madman) de Tibor Takács
- 1991 : Darkside : Les Contes de la nuit noire (Tales from the Dark Side) de John Harrison
- 1992 : L'Évasion du cinéma Liberté (Ucieczka z kina Wolnosc) de Wojciech Marczewski
- 1993 : Braindead de Peter Jackson

## Éditions
- Festival international du film fantastique d'Avoriaz 1973.
- Festival international du film fantastique d'Avoriaz 1974.
- Festival international du film fantastique d'Avoriaz 1975.
- Festival international du film fantastique d'Avoriaz 1976.
- Festival international du film fantastique d'Avoriaz 1977.
- Festival international du film fantastique d'Avoriaz 1978.
- Festival international du film fantastique d'Avoriaz 1979.
- Festival international du film fantastique d'Avoriaz 1980.
- Festival international du film fantastique d'Avoriaz 1981.
- Festival international du film fantastique d'Avoriaz 1982.
- Festival international du film fantastique d'Avoriaz 1983.
- Festival international du film fantastique d'Avoriaz 1984.
- Festival international du film fantastique d'Avoriaz 1985.
- Festival international du film fantastique d'Avoriaz 1986.
- Festival international du film fantastique d'Avoriaz 1987.
- Festival international du film fantastique d'Avoriaz 1988.
- Festival international du film fantastique d'Avoriaz 1989.
- Festival international du film fantastique d'Avoriaz 1990.
- Festival international du film fantastique d'Avoriaz 1991.
- Festival international du film fantastique d'Avoriaz 1992.
- Festival international du film fantastique d'Avoriaz 1993.